# Agencia de Prensa Senegalesa
La Agencia de Prensa Senegalesa (en francés: Agence de presse sénégalaise, sigla APS) es la agencia de noticias oficial de Senegal. Fundada en 1959, su misión es recopilar, procesar y difundir información local y nacional para el mundo, particularmente a través de su sitio web. Tiene el monopolio de la difusión de la información distribuida en Senegal por agencias de prensa mundiales.

## Historia
Creada por Mamadou Dia, Presidente del Consejo en 1959, mediante orden n 59-054 de 2 de abril de 1959,  la Agencia de Prensa Senegalesa es un organismo público de carácter comercial  Tras la reforma de 1972, los centros regionales de información integraron la agencia y le dotaron de una red de oficinas regionales que cubrían la mayor parte del país.

## Dirección
Se han sucedido al frente de la APS desde su creación:
- 1959-1961, Georges Guiraud ;
- 1961-1964, Bara Diouf ;
- 1964- Na Diallo ;
- 1964-1965, Masata Ndiaye ;
- 1965-1967, Henri Mendy ;
- 1967-1976, Ciré Thiam ;
- 1976-1993, Amadou Dieng ;
- 1993-2000, Abdou Guingue ;
- 2000-2010, Mamadou Koumé ;
- 2010-2011, Joseph-Henri Sarre ;
- , Doudou Sarr Niang ;
- 2012 - 2022, Thierno Birahim ;
- 2022-  Thierno Ahmadou SY.